# Brian Josephson
Brian David Josephson (Cardiff, 4 de janeiro de 1940) é um físico teórico galês e professor emérito de física na Universidade de Cambridge. Mais conhecido por seu trabalho pioneiro em supercondutividade e tunelamento quântico, ele recebeu o Prêmio Nobel de Física em 1973 por sua previsão do efeito Josephson, feita em 1962 quando ele era um estudante de PhD de 22 anos na Universidade de Cambridge. Josephson é o único galês a receber o Prêmio Nobel de Física. Ele dividiu o prêmio com os físicos Leo Esaki e Ivar Giaever, que em conjunto receberam metade do prêmio por seu próprio trabalho em tunelamento quântico.
Josephson passou sua carreira acadêmica como membro do grupo Teoria da Matéria Condensada no Laboratório Cavendish de Cambridge. Ele é membro do Trinity College, Cambridge desde 1962, e serviu como professor de física de 1974 a 2007.
No início dos anos 1970, Josephson começou a Meditação Transcendental e voltou sua atenção para questões fora dos limites da ciência convencional. Ele montou o Projeto de Unificação Mente-Matéria em Cavendish para explorar a ideia de inteligência na natureza, a relação entre a mecânica quântica e a consciência e a síntese da ciência e do misticismo oriental, amplamente conhecido como misticismo quântico. Ele expressou apoio a tópicos como parapsicologia, memória da água e fusão a frio, o que o tornou um foco de críticas de outros cientistas, tendo sido usado como um exemplar de caso da Doença do Nobel.